# Tetraponera dentifera
Tetraponera dentifera är en myrart som först beskrevs av Vladimir Aphanasjevich Karavaiev 1933.  Tetraponera dentifera ingår i släktet Tetraponera och familjen myror. Inga underarter finns listade i Catalogue of Life.